# Miscellanea Curiosa Medico-Physica
Miscellanea Curiosa Medico-Physica – pierwsze na świecie pismo medyczne zainicjowane w 1670 roku we Wrocławiu. Było jednym z pierwszych w Europie – obok Journal des Scavans i Philosophical Transactions – czasopism naukowych i pierwszym w Europie czasopismem przyrodniczo-medycznym. Pełny tytuł brzmiał Miscellanea curiosa medico-physica seu Ephemerides medico-physicae Germanicae curiosae.

## Historia
Wydawane było przez powstałe w 1651 w Schweinfurcie towarzystwo naukowe Academia Naturae Curiosorum.
Jego inicjatorem i pierwszym redaktorem był wrocławski lekarz i przyrodnik Philipp Jakob Sachs von Löwenheim (1627–1672), członek Akademii od roku 1658 (przydomek Phosphorus). Sachsa uważa się za drugiego ojca Akademii. W roku 1661 nawiązał on współpracę z wrocławskim księgarzem Veitem Jakobem Trescherem, który pokrył koszty druku dwóch dzieł Sachsa Ampelographii i Gammarologii, ale i dzieł innych członków Akademii – De Haematite et Aetite i De unicornu fossili Lorenza Bauscha (1605–1665) oraz „Scorzonera” Johanna Michaela Fehra (1610–1688). Rok później za radą Sachsa Akademia wydała Salve Academicum – druk, który miał zachęcić uczonych do wstępowania w jej szeregi. 
Równocześnie wśród członków Akademii rozgorzała dyskusja na koniecznością jej zreformowania. Jej zwolennikami obok Sachsa byli Leonhard Ursinus (1618–1664) i Christian Friedrich Garmann (1640–1708), którzy za wzór obrali londyńskie Royal Society. W roku 1665 Sachs nawiązał korespondencję z Henrym Oldenburgiem (1619–1677), sekretarzem Royal Society. Za jego wpływem podjęto starania o patronat cesarski, reformę statutu i wydawania czasopisma. W roku 1670 przyjęto w poczet członków Akademii trzech cesarskich lekarzy – Johanna Ferdinanda Hertodta (1645–1714), Johanna Georga Greisela (?–1684) i Georga Sebastiana Junga (?–1682) – oraz dedykowano cesarzowi pierwszego tomu nowego czasopisma. 
W jego pierwszym tomie znalazło się 160 doniesień  z obszaru anatomii, patologii, botaniki, zoologii, fizyki i chemii nadesłanych przez 36 autorów, z których tylko 9 było członkami Akademii. 

### Wykaz autorów pierwszego tomu
- Thomas Bartholin
- Nicolaus Wilhelm Beckers(inne języki)
- Peter von Castro
- Alhard Hermann Cumme
- Jacob Johann Wenceslaus Dobrzensky
- Joachim Georg Elsner(inne języki)
- Johann Michael Fehr(inne języki), Argonauta I, drugi prezes Akademii
- Christian Friedrich Garmann(inne języki), Pollux I
- Regnerus de Graaf
- Sigmund Grassen
- Johann Georg Greisel(inne języki) (przydomek nieznany)
- Johann Paterson Hayn
- Johann Ferdinand Hertodt von Todenfeld(inne języki), Orpheus
- Mathäus Franciscus Hertod
- Friedrich Ferdinand von Illimer von Wartenberg
- Johannes Jänisch(inne języki), Arcturus
- Georg Sebastian Jung(inne języki), Podalirius I
- Julius Wilhelm Mannagetta
- Zacharias Mannagetta
- Justin Ortolf Marold
- Valentin Andreas Moellenbrock(inne języki), Pegasus I
- Christian Nitschke
- Johann Friedrich Ortlob(inne języki)
- Johann Jacob Pisani
- Carl Rayger
- Salomon Reisel(inne języki)
- Wilhelm Riva
- Jacob Philipp Sachs von Lewenheimb(inne języki), Phosphorus I
- Johann Theodor Schenken
- Georg Seger
- David Spilenberger
- Gottfried Thilesius
- Heinrich Vollgnad(inne języki), Sirius I
- Georg Hieronymus Welsch(inne języki)
- Johann Jakob Wepfer(inne języki)
- Lorenz Wolfstiegel

Łącznie ukazały się trzy decurie czasopisma: Decuria I, Annus 1–10, 1670–1679, Decuria II, Annus 1–10, 1682–1691, Decuria III, Annus 1–10, 1694–1705.
Po śmierci Sachsa redakcję założonego przez niego czasopisma przejęli dwaj wrocławscy lekarze – Johannes Jänisch (1636–1707) i Heinrich Vollgnad (1634–1682). Byli oni za swą pracę wielokrotnie nagradzani przez cesarza Leopolda I Habsburga, co wywołało rywalizację i spory między śląskim a frankońskim ośrodkiem Akademii. Ostatecznie w roku 1683 Frankończykom udało się przejąć czasopismo, którego redagowanie rozpoczął pierwszy Director Ephemeridum, Johann Georg von Volckamer (1616–1693) z Norymbergi, późniejszy trzeci prezes Akademii.
Dwie pierwsze decurie Miscellanea Curiosa w latach 1755–1771 zostały wydane w przekładzie niemieckim jako Der Römisch-Kaiserlichen Akademie der Naturforscher auserlesene medizinisch-chirurgisch-anatomisch-chymisch- und botanische Abhandlungen.
Tradycje Miscellanea Curiosa kontynuowały czasopisma:
- Academiae Caesareo-Leopoldinae Naturae Curiosorum Ephemerides sive observationum medico-physicarum (1712–1722),
- Acta physico-medica Academiae Caesareae Leopoldino-Carolinae Naturae Curiosorum exhibentia Ephemerides sive observationes historias et experimenta (1727–1754),
- Nova Acta physico-medica Academiae Academiae Caesareae Leopoldino-Carolinae Naturae Curiosorum exhibentia Ephemerides (1757–1928).

Dziś odwołuje się do nich czasopismo Nova Acta Leopoldina (od 1932).